# خانه‌های بریم شماره ۲۱۵
خانه‌های بریم شماره ۲۱۵ مربوط به دوره پهلوی دوم است و در آبادان، منطقه مسکونی بریم، پلاک ۲۱۵ واقع شده و این اثر در تاریخ ۱۲ شهریور ۱۳۸۶ با شمارهٔ ثبت ۱۹۴۷۰ به‌عنوان یکی از آثار ملی ایران به ثبت رسیده است.